# 1356
Évszázadok: 13. század – 14. század – 15. század
Évtizedek: 1300-as évek – 1310-es évek – 1320-as évek – 1330-as évek – 1340-es évek – 1350-es évek – 1360-as évek – 1370-es évek – 1380-as évek – 1390-es évek – 1400-as évek
Évek: 1351 – 1352 – 1353 – 1354 –  1355 – 1356 – 1357 – 1358 – 1359 – 1360 – 1361

## Események

### Határozott dátumú események
- január 20. – János skót király fia, Eduárd Balliol átadja a skót királyi címet III. Eduárd angol királynak.[1]
- február 28. – VI. Ince pápa megerősíti hivatalában – a káptalan által korábban megválasztott – Pétert boszniai püspököt.[2]
- augusztus 13. – Giovanni Dolfin velencei dózse megválasztása (1361-ig uralkodik).[3]
- szeptember 19. – A poitiers-i csata. Az angolok legyőzik a francia sereget a százéves háborúban és elfogják II. János francia királyt.[4]
- november 5. – Fegyverszünet Velence és Lajos magyar király között.
- december 25. – IV. Károly német-római császár kihirdeti a kiegészített Német Aranybullát a birodalom területén.[5]

### Határozatlan dátumú események
- az év folyamán –
  - Miután I. Lajos magyar király leveri a szerb fejedelem seregeit Velence a szerbek segítségére siet. Erre Lajos hadat indít Velence ellen és ostrom alá veszi Treviso városát. Nándorfehérvár és a Macsói bánság visszakerül a magyar koronához.
  - Hung-vu – lázadó serege élén – elfoglalja a stratégiai fontosságú Nankingot, s kikiáltja magát Vu hercegének.[6]

## Születések
Bizonytalan dátum
- IX. Bonifác pápa, a katolikus egyház 203. pápája († 1404)
- I. Márton, Aragónia, Valencia, Mallorca, Szardínia királya, Barcelona grófja, II. Márton néven Szicília királya. († 1410)

## Halálozások
- június 23. – II. Margit hainaut-i grófnő, IV. Lajos német-római császár felesége